# Cianopsia
Cianopsia es una alteración en la percepción de los colores en la cual todos los objetos visibles tienen aparentemente un tono azulado. La cianopsia es en realidad un tipo de cromatopsia. Otras cromatopsias son la eritropsia o visión roja, la xantopsia o visión amarilla y la cloropsia o visión verde.
No constituye una enfermedad en sí misma, solamente es un síntoma que puede tener varios orígenes. Entre las causas de cianopsia más frecuentes se encuentran una intervención quirúrgica reciente por catarata y ciertos fármacos como el sildenafilo que producen este fenómeno como efecto secundario.